# Morena
Morena là một thành phố và khu đô thị của quận Morena thuộc bang Madhya Pradesh, Ấn Độ.

## Địa lý
Morena có vị trí 26°30′B 78°00′Đ / 26,5°B 78°Đ Nó có độ cao trung bình là 177 mét (580 feet).

## Nhân khẩu
Theo điều tra dân số năm 2001 của Ấn Độ, Morena có dân số 150.890 người. Phái nam chiếm 55% tổng số dân và phái nữ chiếm 45%. Morena có tỷ lệ 66% biết đọc biết viết, cao hơn tỷ lệ trung bình toàn quốc là 59,5%: tỷ lệ cho phái nam là 75%, và tỷ lệ cho phái nữ là 56%. Tại Morena, 15% dân số nhỏ hơn 6 tuổi.